# Australysmus furcatus
Australysmus furcatus is een insect uit de familie watergaasvliegen (Osmylidae), die tot de orde netvleugeligen (Neuroptera) behoort. 
Australysmus furcatus is voor het eerst wetenschappelijk beschreven door New in 1983. De soort komt voor in Victoria (Australië).